# عائشة الريامية
عائشة بنت راشد بن خصيب الريامية البهلوية، عالمة وفقيهة ومفتية عمانية، كانت مرجعا علميا لعلوم الدين والفتوى.

## مولدها
ولدت عائشة الريامية في بهلا في محافظة الداخلية بسلطنة عمان، وعاشت في الفترة مابين القرن 11 والقرن 12 الهجري، وكانت تسكن في حارة الغاف شرق مسجد الحارة.

## طلبها للعلم
اشتهرت عائشة الريامية بعلمها الغزير وبذكاءها الحاد وبصيرتها النيرة فمنذ أن كانت صغيرة رغم فقدانها لبصرها كانت حريصة على التفقه في أمور دينها حيث سافرت من بهلا إلى الرستاق رغم صعوبة التنقل أيامها لتزداد علما بعد ما أخذت الكثير من والدها راشد الريامي، تتلمذت على يد كبار المشايخ والعلماء في عصرها ومن أبرزهم العالم مرشد بن محمد بن راشد الأغبري البوصافي.

## دورها السياسي
عاصرت عائشة الريامية أواخر عهد دولة اليعاربة وكان لها مواقف سياسية في قضية عزل الإمام بلعرب بن سلطان اليعربي بعد الصراع مع أخيه الذي كان يريد الإمامة له وهو سيف بن سلطان (قيد الأرض)، فعارضت بشدة مسألة العزل وكانت من المعارضين السياسين للإمام سيف الذي أراد انتزاع الإمامة من أخيه وكسب تعاطف العلماء في ذلك ومنهم الشيخة عائشة الريامية لمكانتها العلمية وفضلها وتأثيرها على شريحة كبيرة من المجتمع لدرجة أن سيف بن سلطان في مراسلته لأخيه بلعرب مطالبا بتنازله عن الإمامة لصالحه كان يقول له {ولا يغرك خط بن عبيدان ولا فتوى المرأة العمياء – الشيخة عائشة الريامية – } : إذ كان الإمام بلعرب بن سلطان يعتمد على فتاويها ويشاورها في أموره ، وبعد أن مات وتولى أخوه سيف الإمامة لم يكن إليها العداء بل العكس أخذ منها كذلك الفتوى والمشورة واحترم مكانتها وعلمها ومواقفها السياسية اتجاهه حتى حينما أمرته بلزوم بيته إلى حين النظر إلى أمر مبايعته بعد وفاة أخيه واشترطت في مبايعته بعدما بين لها الإمام حسن نيته بأن يرد كل المظالم التي عليه لتبايعه على الإمامة وهو قيد الأرض الإمام سيف بن سلطان.

## آثارها
خلَّفت الشيخة عائشة الريامية الكثير من المؤلفات والاجوبة لمسائل فقهية، ولكن لم يبقى منها الكثير، ولم تكتفِ الريامية في زمانها بكل ما قدمته للمجتمع في الفتوى والآراء وحل المشكلات بل أسست كذلك مكتبة تجمع فيها مختلف العلوم والكتب الفقهية ، واشترت العديد من المخطوطات وأمرت بنسخ الكثير من العلوم الفقهية لصالح مكتبتها كبيان الشرع والمصنف والأشراف ومنهج الطالبين والمحاربة وغيرها الكثير، وجعلت من مكتبتها وقفا أبديا للجميع.

## وفاتها
توفيت عائشة الريامية في العام 1147هـ  في عصر الإمام سلطان بن سيف الثاني ودفنت في ولاية بهلا شمال الطوي الواقعة بمساجد العبّاد .